# Королівство Норвегія (1814)
Королівство Норвегія — держава, що відокремилося від Данії в травні 1814 і наприкінці того ж року увійшла до складу шведсько-норвезької унії.

## Причини створення
1814 рік став переломним роком в історії Норвегії. На початку року Норвегія, яка перебувала в унії з Королівством Данія, перебувала у військово-морській блокаді, влаштованої королем Швеції. 14 січня 1814 року в місті Кіль були підписані Кільські мирні угоди. За шведсько-данським мирним договором Данія поступалася Швеції Норвегією. Втім, споконвічно норвезькі території — Гренландія, Ісландія і Фарерські острови, — з якими Норвегія вступила в унію з Данією, залишилися у володіння Данією.

## Розвиток
Дансько-норвезьке королівство існувало при домінуванні Данії, королівські особи якої правили і в Данії, і в Норвегії. Однак персональна унія не передбачала підпорядкування однієї держави іншій, тому той факт, що Данія «передавала» Норвегію Швеції, викликав обурення в норвезькому суспільстві. У травні Конституційний Конвент оголосив Норвегію незалежним королівством.
17 травня 1814 року Установчими зборами в Ейдсволлі була прийнята норвезька (ейдсволльська) конституція, що діє в Норвегії й понині. 17 травня в Норвегії відзначається як день незалежності.
19 травня 1814 року королем Норвегії було проголошено принца Кристіана Фредеріка. Його влада не була визнана іншими державами. 26 липня 1814 року Швеція почала військові дії проти Норвегії. Норвезька армія була значно менше шведської (19 тис. проти 47 тис. осіб) і набагато гірше озброєна. Крім того, шведи мали досвід військових дій, і ними командував один з найталановитіших полководців свого часу. Події розвивалися для Норвегії несприятливо.
14 серпня в Моссі між норвежцями та шведами було укладено перемир'я і конвенція, згідно з якою Карл Юхан обіцяв поважати норвезьку конституцію, а норвежці погоджувалися обрати шведського короля на норвезький престол. Остаточне рішення повинен був прийняти надзвичайний стортинг.

## Наслідки

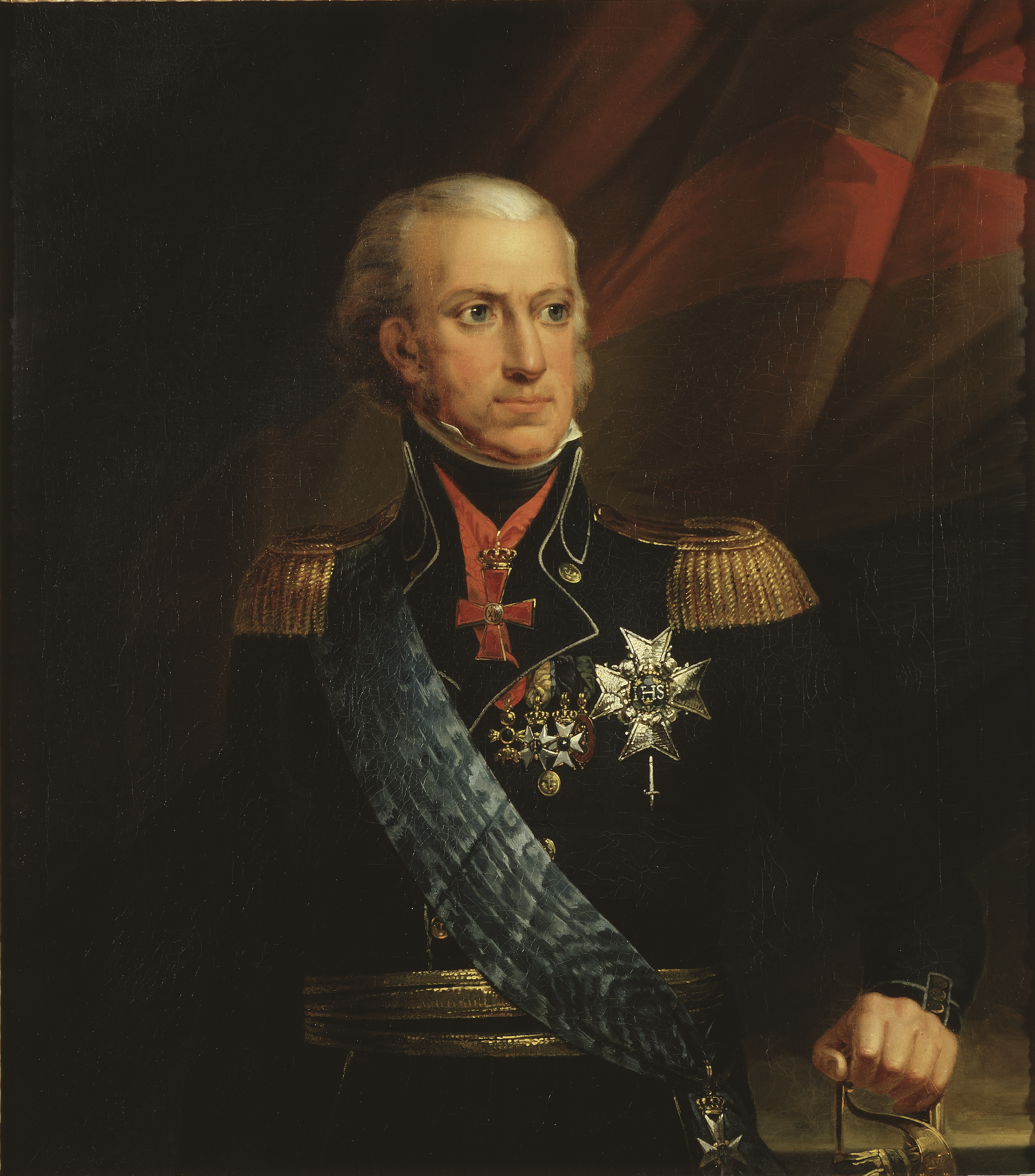
шведський король Карл XIII

Позачерговий парламент зібрався 7 жовтня і 10 жовтня він прийняв урочисте зречення короля Кристіана Фредеріка. Після переговорів зі шведськими представниками стортинг 4 листопада прийняв змінену конституцію Норвегії. Військові та зовнішньополітичні повноваження короля були обмежені, однак зовнішня політика об'єднаних королівств повністю відходила до ведення шведського міністерства закордонних справ. Король отримав право призначати для Норвегії намісника, який представляв відсутнього монарха. Король не міг, однак, призначати шведів на пости в Норвегії (крім посади намісника). 4-го ж числа парламент обрав Карла XIII норвезьким королем. Швеція і Норвегія об'єдналися під владою одного монарха.
До кінця року норвезький парламент ухвалив рішення приєднатися до Швеції шляхом персональної унії з визнанням влади шведського короля, що передбачало наявність спільного для обох країн монарха і загальну зовнішню політику, але зі збереженням власної конституції (з поправками, що враховували створення унії), парламенту і законів. Хоча націоналістичні устремління норвежців не були повною мірою реалізовані до подій 1905 року, криза 1814 року став поворотним пунктом в подіях, які привели згодом до повної незалежності Норвегії.